# Aleix Caballé i Tort
Aleix Caballé i Tort (Capellades, Anoia, 1840-1908) va ésser un motller que es dedicava a produir teles metàl·liques i filigranes per a la indústria paperera.
En el món del catalanisme polític, Aleix Caballé i Tort signà el Missatge a la Reina Regent (1888) i fou designat delegat a l'Assemblea de Manresa (1892).